# الیمو
الیمو (به لاتین: Alimo) یک منطقهٔ مسکونی در موزامبیک است که در Cabo Delgado Province واقع شده‌است.